# Christina Oiticica
Pour les articles homonymes, voir Oiticica.

Christina Oiticica (née le 23 novembre 1951  à Rio de Janeiro) est une artiste-peintre plasticienne brésilienne contemporaine.

## Biographie
Cousine du peintre Hélio Oiticica (1937-1980), considéré comme un pionnier de l'art concret au Brésil, Christina Oiticica est connue pour l'utilisation dans ses œuvres d'une technique particulière, mêlant le land art et la peinture, une technique intégrant peu à peu des éléments organiques à ses toiles, qui permet aux éléments de la nature d'agir sur ses œuvres, de « collaborer » en quelque sorte avec elle. Héritière des mouvements artistiques radicaux des avant-gardes conceptuelles nés à Rio de Janeiro dans les années 1970, elle tente de réaliser un compromis idéal entre le land art - qui utilise la nature comme matière première - et la peinture. À propos de son travail, elle dit « J'ai compris que mon travail avait besoin de sortir des murs de l'atelier. Je suis devenue une partenaire de la nature, et mon travail a en quelque sorte reçu l'empreinte digitale de celle-ci. » L'intervention de la nature est, à ses yeux, elle aussi de l'art, car elle renforce et soutient son inspiration artistique.
Dans les Pyrénées, en France, où elle vient travailler pour peindre de grandes toiles en vue d'une exposition devant se tenir à Paris, ne disposant pas d'un lieu pour installer un atelier, elle décide de porter ses toiles en plein air et de réaliser ses œuvres au milieu de la nature. Elle s'aperçoit alors que de la poussière, des feuilles et des insectes s'incorporent dans la toile et se mélangent à la peinture et constate avec surprise qu' « en l'absence de préméditation, la nature avait donné sa touche unique à la peinture. » Cette intervention imprévue de la nature sur son œuvre lui plait énormément, et elle continue d'utiliser cette technique picturale dans les forêts, les vallées et les montagnes des Pyrénées. Le résultat de ce travail est publié dans son livre As Quatro Estações (Les Quatre saisons) paru en 2004.
Peu après, entre 2004 et 2005, elle enterre des toiles vierges ou déjà peintes dans la forêt de l'Amazonie brésilienne et attend un an avant de les récupérer, afin qu'elles soient transformées par la nature et le passage du temps au fil des quatre saisons. La forêt équatoriale humide laisse ainsi ses traces indélébiles sur ses peintures empreintes des signes de la nature.
C'est également en 2005, qu'elle réalise son travail sur la vallée sacrée de la Tansa, près de Ganeshpuri, dans le Maharashtra, en Inde.
Entre 2006 et 2008, elle fait des chemins de Compostelle, un lieu sacré et symbolique entre tous, qui reçoit les pèlerins du monde entier, son atelier. Elle compose ses toiles à différents endroits le long de la voie, en utilisant le relief des roches, l'intervention de la pluie, la neige, la couleur du sol, des pigments naturels. Une fois composés, les tableaux sont laissés un temps sur le terrain et récupérés quelques mois plus tard.
Jean-Pierre Fonteneau, le directeur général de la Maison de l'Amérique latine de Monaco, qui a exposé le travail de Christina Oiticica estime que « sa démarche est forte de sens. Elle réunit nature et mystique. Matière et esprit. »
Christina Oiticica est, depuis 1980, l'épouse de l'écrivain brésilien Paulo Coelho. En 2005, elle illustre avec des lithographies un texte de son mari, Caminhos Revividos, pour un livre d'art imprimé à Rio de Janeiro, à seulement 200 exemplaires.

### Principales expositions
En trente ans de carrière artistique, les œuvres de Christina Oiticica ont été exposées dans plus de soixante galeries dans une vingtaine de pays. Parmi les principales expositions on peut citer :
- 1984 : Parc Lage, Rio de Janeiro, Brésil
- 1984 : Musée d'art moderne, Rio de Janeiro, Brésil
- 1984 : Brazil Bazar, Rio de Janeiro, Brésil
- 1985 : Performance, métro de Rio de Janeiro, Brésil
- 1991 : Centre culturel Avatar, Rio de Janeiro, Brésil
- 1991 : Caixa Econômica Federal, Olinda, Pernambouc, Brésil
- 1991 : Jymmy Bastian Pinto, Rio de Janeiro, Brésil
- 1993 : Casa d'España, Rio de Janeiro, Brésil
- 1994 : Centro Cultural Light, Rio de Janeiro, Brésil
- 1995 : Museum national d'histoire naturelle, Rio de Janeiro, Brésil
- 1996 : Centre culturel franco-brésilien, Rio de Janeiro, Brésil
- 1997 : Citibank, Rio de Janeiro, Brésil
- 1997 : Museu Nacional de Belas Artes, Rio de Janeiro, Brésil
- 1998 : Artexpo, au Jacob K. Javits Convention Center, New York, États-Unis - Commissaires : Cilene Cooke et Sheila Ataide
- 1998 : Galeria Portal, São Paulo - Commissaire : Lucia Py
- 1999 : Centre culturel Cândido Mendes, Rio de Janeiro, Brésil - Commissaire : Lucia Py
- 1999 : Centre d'art Hélio Oiticica, Rio de Janeiro, Brésil - Commissaire : Lucia Py
- 2000 : La Maison du temps, Centre culturel franco-brésilien, Paris, France - Commissaire : Risoleta Cordola
- 2000 : Galeria do Poste, Niterói, Rio de Janeiro, Brésil - Commissaire : Rafael Pimenta
- 2000 : Museu histórico nacional, Rio de Janeiro, Brésil - Commissaire : Nomanda de Freitas
- 2001 : Galerie Debret, Paris, France - Commissaire : Nina Chaves
- 2001 : La Petite Galerie, Bruxelles, Belgique - Commissaire : Liliane Laroche
- 2001 : Artexpo, au Jacob K. Javits Convention Center, New York, États-Unis - Commissaire : Lucia Py
- 2001 : Aéroport international de São Paulo-Guarulhos, São Paulo, Brésil - Commissaire : Lucia Py
- 2002 : Galeries Lafayette, Paris, France - Commissaire : Jean Luc-Choplin
- 2002 : De Melkeerij, Veltem-Beisem, Belgique - Commissaire : Veerle Declereq
- 2002 : Museu Nacional de Belas Artes, Rio de Janeiro, Brésil - Commissaire : Risoleta Cordola
- 2002 : Oscar Wilde’s House, Dublin, Irlande - Commissaire : Risoleta Cordola
- 2003 : Galerie Mestnua, Ljubljana, Slovénie - Commissaire : Aleksander Bassin
- 2003 : Exposition internationale d'art, Palais de l'UNESCO, Beyrouth, Liban - Commissaire : Lena Kelekian
- 2003 : Centre culturel franco-brésilien, Rio de Janeiro, Brésil - Commissaires : André Couto et Flávia Castro
- 2003 : 48e Salon d'art contemporain, Montrouge, France - Commissaire : Nicole Ginoux
- 2003 : Galerie Epoca, Goiânia, Brésil - Commissaire : Júlio José Fratus
- 2004 : Centre culturel franco-brésilien, Rio de Janeiro, Brésil - Commissaires : Fátima Alegria et Lucrécia Vinhaes
- 2004 : Galerie Candido Portinari, Rome, Italie - Commissaires : Fátima Alegria, Lucrécia Vinhaes et Risoleta Cordola
- 2004 : 4e exposition de photographie, Biennale de Liège, Belgique
- 2005 : Espace Louis Vuitton, São Paulo, Brésil
- 2005 : Espace Louis Vuitton, Rio de Janeiro, Brésil
- 2005 : As Quatro Estações (Les Quatre saisons), Chapelle Saint-Louis de la Salpêtrière, Paris
- 2005 : Galerie du CROUS, Paris, France - Commissaire : Hélène Villefort
- 2005 : Maison des Écritures – Lyon, France
- 2006 : Infr'action / Festival de Performance, Sète, France - Commissaire : Jonas Stampe
- 2006 : Exhibit 4B, As Neves, Espagne - Commissaire : Risoleta Cordola
- 2006 : BACI Gallery, Washington, États-Unis
- 2006 : Temporary Art Centre, Eindhoven, Pays-Bas - Commissaires : Alex Valle et Penha Rosa
- 2007 : Camino Peregrino – Chemin de Saint-Jacques, Puente la Reina, Espagne
- 2007 : Infr'action / Festival de Performance, Sète, France - Commissaire : Jonas Stampe
- 2007 : Decentrismo, Kalisz, Pologne
- 2008 : Amazonia Exhibit, Britto Central Gallery, Miami, États-Unis
- 2008 : Camino Peregrino – Chemin de Saint-Jacques, exposition itinérante à Puente la Reina, Ponferrada, León, Astorga, Bembibre, Hospital de Órbigo (Espagne)
- 2008 : Festival St Moritz Art Masters, Saint-Moritz, Suisse
- 2009 : Kumano Kodo Mother Earth, Kumano Hongu Heritage Center, Hongu (en), Tanabe, Japon
- 2009 : Art en Capital, Grand Palais, Paris, France
- 2009 : Momento Brasil, Washington, États-Unis
- 2009 : Festival St Moritz Art Masters, Saint-Moritz, Suisse
- 2009 : Camino Peregrino – Chemin de Saint-Jacques, exposition itinérante à Saint-Jacques-de-Compostelle (chapelle de l'université) et Madrid (Galerie Biondetta)
- 2009 : Terres Indigènes, Centre Culturel Joel le Theule, Sablé-sur-Sarthe, France
- 2010 : Ritmos y Colores de Brasil, Casa Brasil, Madrid, Espagne
- 2010 : Performance Uniques Special Ones, Florence, Italie
- 2010 : Os Portais – Parador de los Reyes Catolicos, Saint-Jacques-de-Compostelle, Espagne
- 2010 : A Nuvem e a Duna, São Paulo et Rio de Janeiro, Brésil
- 2010 : Amazônia, Hôtel Diplomat, Stockholm, Suède
- 2011 : Os Portais, Office de tourisme, Tarbes, France
- 2011 : Caminhos do Sol Nascente e Poente, Mercado da Ribeira, Olinda, Brésil
- 2011 : XVI Circuito Internacional de Arte Brasileira, exposition collective présentée au Museu Inima de Paula à Belo Horizonte (Brésil), à la Casa Brasil, à Madrid (Espagne), au Museu de Montemor, à Montemor-o-Novo, Portugal et au Lateinamerika Institut, à Vienne, Autriche
- 2011 : Dialogues, Hall des expositions de l'ONU, New York, États-Unis
- 2011 : Carnaval é Arte, Camarote Daniela Mercury, Salvador, Brésil
- 2012 : Construtores do Brasil, Chambre des députés, Brasilia, Brésil
- 2012 : Biennale de Dublin 2012, Dublin, Irlande
- 2012 : Brasil x2, Galerie Candido Lopez, Centro Cultural Palacio Paz, Buenos Aires, Argentine
- 2012 : Coraçao e Bocas, Galerie Realidade, Rio de Janeiro, Brésil
- 2012 : Mae Terra, Casa do Bispo, Rio de Janeiro, Brésil
- 2013 : MONAA Gala Dinner/Auction 2013, Salle des étoiles du Sporting de Monte-Carlo, Monaco
- 2013 : Museu do Café Fazenda Lageado, Botucatu, Brésil
- 2013 : Naef, Genève, Suisse
- 2013 : Auction Criança Esperança Rede Globo – Brasil Monaco Project, Hôtel de Paris, Monaco
- 2014 : Terra[2], Galerie Espace L, Genève, Suisse
- 2014 : Maison de l’Amérique latine, Monaco
- 2015 : Rencontres artistiques à Zermatt, Mont Cervin Palace, Zermatt, Suisse
- 2016 : Elles, Galerie Espace L, Genève, Suisse
- 2016 : CAGI, Genève, Suisse
- 2016 : Consulat général du Brésil, Genève, Suisse
- 2016 : Auberge d'Hermance, Hermance, Suisse